# 直颊鳄属
直颊鳄属（学名：Orthogenysuchus）是一属已经灭绝的凯门鳄亚科。该属的化石在怀俄明州威尔伍德组的Wasatch地层中被发现，沉积年代为早始新世，模式种为O.olseni。编号为AMNH5178的正模标本是已知的唯一属于该属的标本，由一个没有下颚的头骨组成。脑壳被基质填充，骨头之间的缝合线大多无法辨认，因此很难与其他化石材料进行比较。

## 系统发生学
直颊鳄属最早于1924年由Charles C.Mook命名，并被称为Euschian，尽管当时并不属于任何特定的Euschian群体。后来的出版物将该属归入鳄科，但最近的分析表明，它是一种跑鳄，甚至是跑鳄属的异名。1999年，直颊鳄属被置于一个新的分支中，其中包含中新世的凯门鳄类普鲁斯鳄属和莫拉氏鱷屬。直颊鳄属的生存年代早于这些属约3000万年，表明它们之间有着重要的幽灵谱系。
此外，1999年的研究还提出了一个只包含直颊鳄属和莫拉氏鳄属的分支。这一分支类似于1965年为莫拉氏鳄属和新描述的Nettoschus（后来被证明是莫拉氏鳄属的一个次异名）而创建的Nettoschhidae科。然而，由于直颊鳄属的正模标本保存不完整，该分支主要基于模糊的特征，因此没有被正式描述过。所有清晰的突触形态都是基于颅骨的鼻部区域，在那里单个骨骼很容易被区分。直颊鳄属与莫拉氏鳄属都具有一个特征性的长而宽的吻部，非常宽的外部鼻孔（包括鼻孔和背侧窝），以及许多小的上颌牙槽。

## 古生物学
直颊鳄属是北美始新世早期瓦萨奇动物群的代表。这些动物群的特征还包括许多龟类动物的出现或多样化，如泽龟科和陆龟科，以及属于蚓蜥类的佛罗里达蚓蜥科。这发生在克拉克福基亚-瓦萨奇期边界的主要动物群更替之后，此时出现了离龙目的区域性消失和短吻鳄亚科的角鳄属的灭绝。
始新世北美的直颊鳄属化石的存在表明，在白垩纪-古近纪边界（白垩纪-第三纪边界）期间，早期短吻鳄亚科和凯门鳄亚科最初向南美洲扩散后，凯门鳄亚科从南美洲向欧洲大陆扩散。